# Bulldozer (EP)
Bulldozer es el segundo EP de la banda de post-hardcore, punk rock y noise rock Big Black, lanzado en 1983. Es su primer lanzamiento con una banda de verdad tocando, ya que en Lungs, Albini manejaba todos los instrumentos. Junto con Roland, la caja de ritmos del grupo, este EP incluía a Pat Byrne, de Urge Overkill, tocando batería en algunas canciones.
Las primeras 200 copias de este álbum fueron hechas de metal galvanizado, en tributo al Metal Box, álbum de Public Image Ltd..

## Lista de canciones
Todas las canciones escritas por Big Black.
1. "Cables" - 2:40
2. "Pigeon Kill" - 1:47
3. "I'm a Mess" - 1:56
4. "Texas" - 4:02
5. "Seth" - 3:32
6. "Jump the Climb" - 2:59

## Créditos
- Jeff Pezzati - bajo
- Santiago Durango - guitarra
- Steve Albini - voz, guitarra
- Roland - batería (caja de ritmos)
- Pat Byrne - batería